# Arhytis maculiscutis
Arhytis maculiscutis là một loài tò vò trong họ Ichneumonidae.